# Eibenstein (Gemeinde Raabs an der Thaya)
Eibenstein ist eine Ortschaft und eine Katastralgemeinde der Stadtgemeinde Raabs an der Thaya im Bezirk Waidhofen an der Thaya im niederösterreichischen Waldviertel mit 53 Einwohnern (Stand 1. Jänner 2024). Bis Ende 1970 war Eibenstein eine selbständige Gemeinde.

## Geografie
Eibenstein liegt in einer Schlinge der Thaya. Durch den Ort führt die Thayatal Straße, von der drei Nebenstraßen abzweigen, wobei zwei über die Thaya führen. Im sechs Kilometer langen Talabschnitt zwischen Kollmitzgraben und Eibenstein fließt die Thaya in einem weitgehend unberührten Flussbett. Zur Ortschaft zählen auch die Lehsteinmühle, die Oberpfinnigsteigmühle und die Unterpfinnigsteigmühle. Am 1. April 2020 umfasste die Ortschaft 50 Adressen.

## Siedlungsentwicklung
Zum Jahreswechsel 1979/1980 befanden sich in der Katastralgemeinde Eibenstein insgesamt 44 Bauflächen mit 19.851 m² und 43 Gärten auf 34.245 m², 1989/1990 gab es 46 Bauflächen. 1999/2000 war die Zahl der Bauflächen auf 127 angewachsen und 2009/2010 bestanden 57 Gebäude auf 128 Bauflächen.

## Geschichte
Der Ort wurde 1160 und 1242 urkundlich erwähnt, stets im Zusammenhang mit der über dem gegenüberliegenden Thayaufer liegenden Burg Iwenstein die hier den Übergang über die Thaya absicherte. In der Burg wohnten bis ins 13. Jahrhundert Ministerialen der Grafen von Pernegg.
Auf dem Weg zur Entscheidungsschlacht gegen König Rudolf von Habsburg bei Dürnkrut und Jedenspeigen soll 1278 König Ottokar II. die Thaya bei Eibenstein überquert haben.
Im Jahr 1822 wurde der Ort als Dorf mit 20 Häusern genannt, das über eine Pfarre und eine Schule verfügte. Die Herrschaft Drosendorf besaß die Ortsobrigkeit, übte die Landgerichtsbarkeit aus, besorgte die Konskription und verfügte über sämtliche Untertanen und Grundholde. Laut Adressbuch von Österreich waren im Jahr 1938 in der Ortsgemeinde Eibenstein zwei Gastwirte, ein Gemischtwarenhändler, ein Müller, ein Landesproduktehändler, ein Trafikant, ein Tischler und einige Landwirte ansässig. Bis zur Eingemeindung nach Raabs per 1. Jänner 1971 im Rahmen der Niederösterreichischen Kommunalstrukturverbesserung bildete der Ort zusammen mit Unterpfaffendorf und Ober- und Unterreith eine selbständige Gemeinde.

## Bodennutzung
Die Katastralgemeinde ist landwirtschaftlich geprägt. 124 Hektar wurden zum Jahreswechsel 1979/1980 landwirtschaftlich genutzt und 173 Hektar waren forstwirtschaftlich geführte Waldflächen. 1999/2000 wurde auf 90 Hektar Landwirtschaft betrieben und 206 Hektar waren als forstwirtschaftlich genutzte Flächen ausgewiesen. Ende 2018 waren 77 Hektar als landwirtschaftliche Flächen genutzt und Forstwirtschaft wurde auf 203 Hektar betrieben. Die durchschnittliche Bodenklimazahl von Eibenstein beträgt 32,4 (Stand 2010).

## Sehenswürdigkeiten
- Burgruine Eibenstein
- Pfarrkirche Eibenstein

## Persönlichkeiten
- Hermann Bauer (1723–1803), Geistlicher und Komponist, wirkte hier 12 Jahre als Pfarrer
- Joachim Angerer (1934–2019), Musikwissenschaftler und Abt von Stift Geras, war hier Pfarrer und ist hier bestattet